# 39e sessie van de Commissie voor het Werelderfgoed

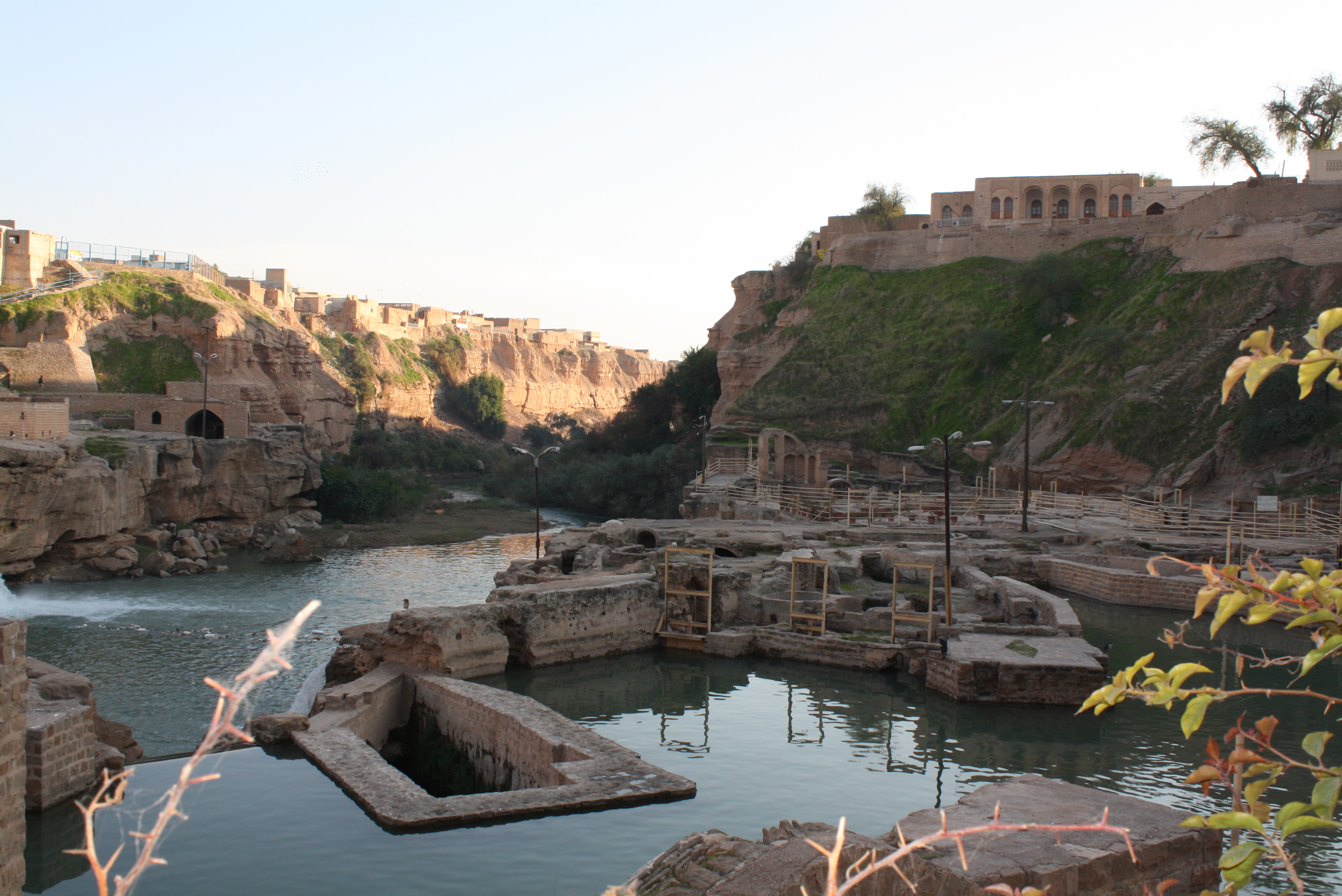
Susa in Iran

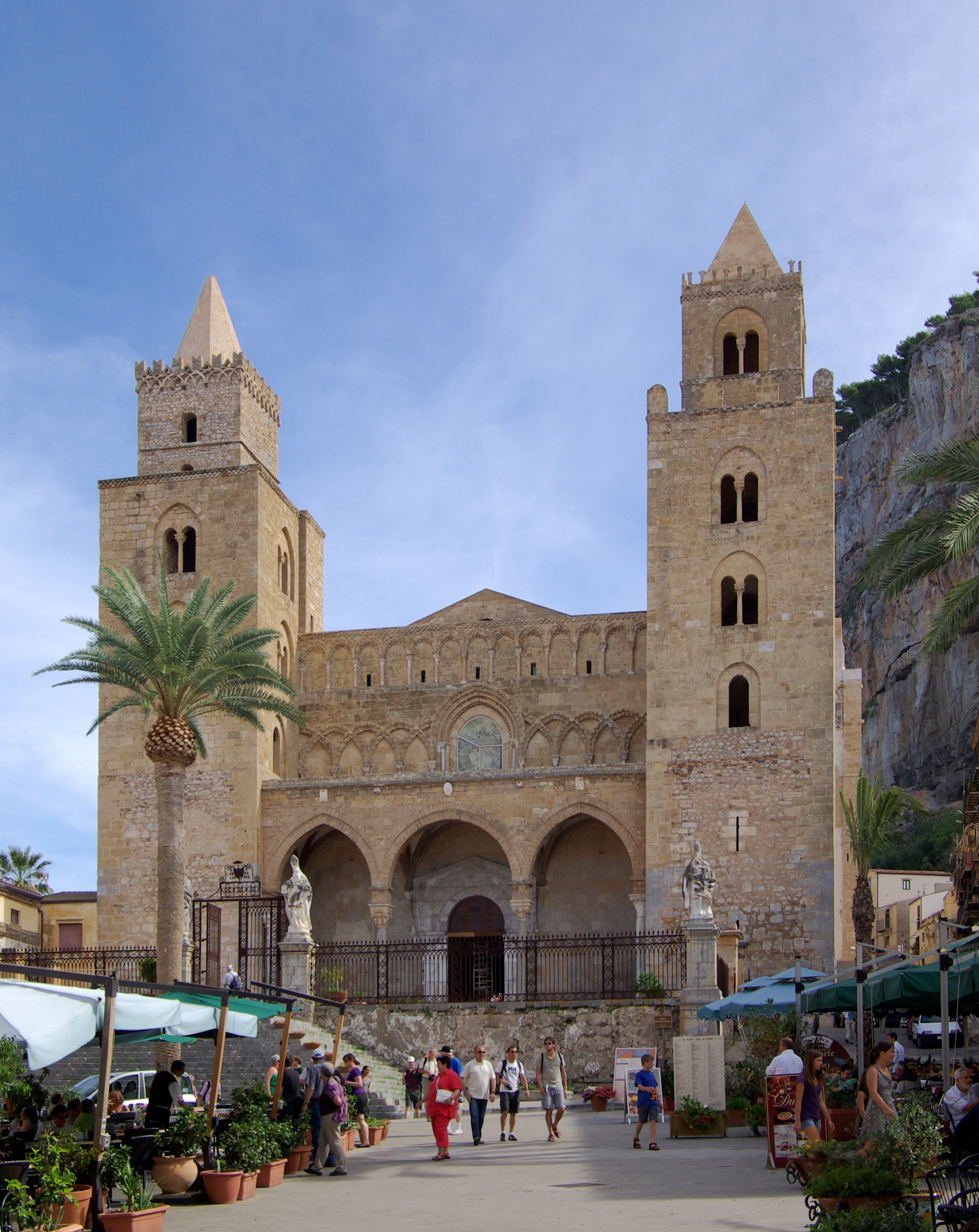
De kathedraal van Cefalù op het Italiaanse eiland Sicilië

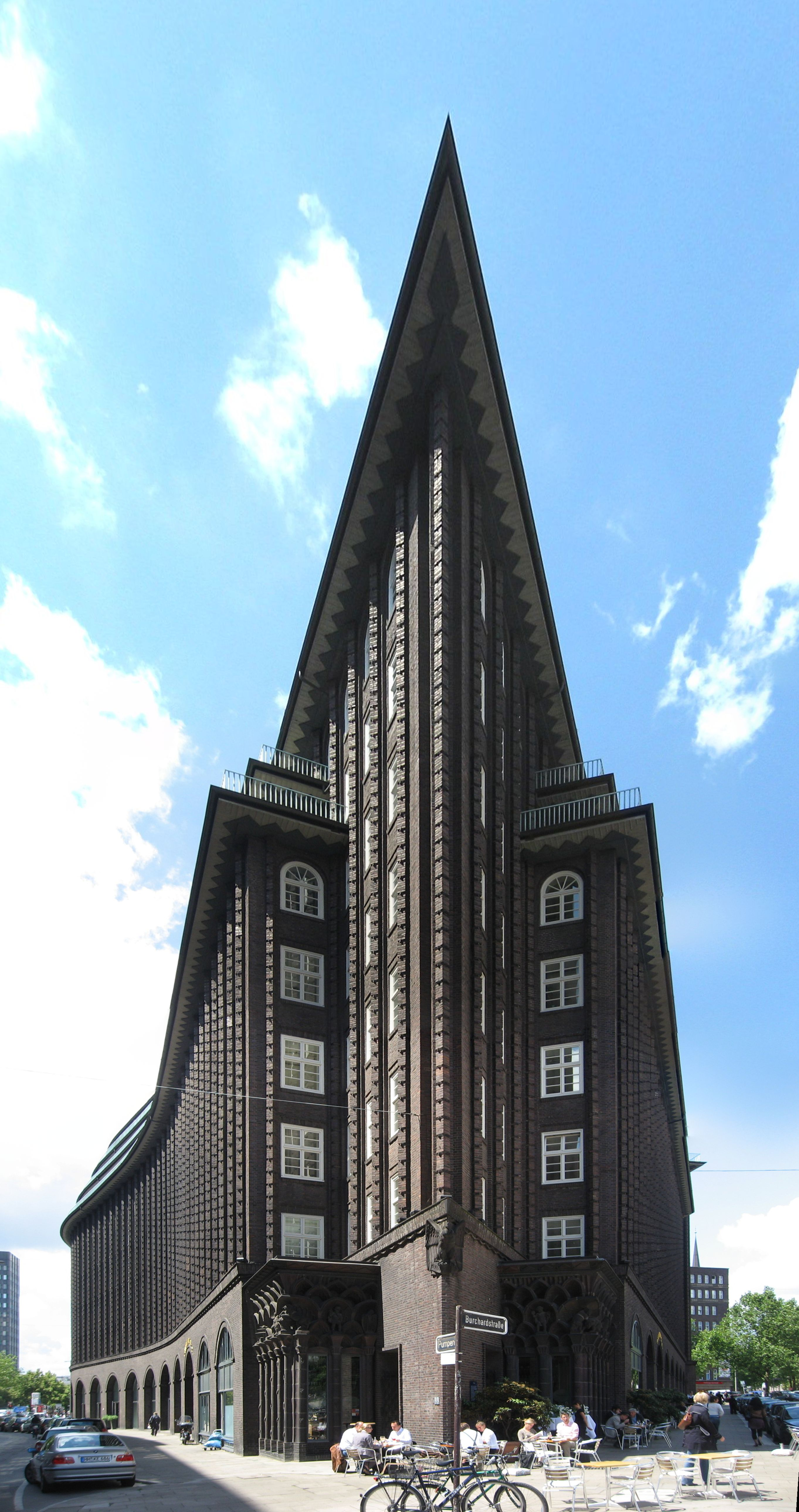
Het Chilehaus in Hamburg

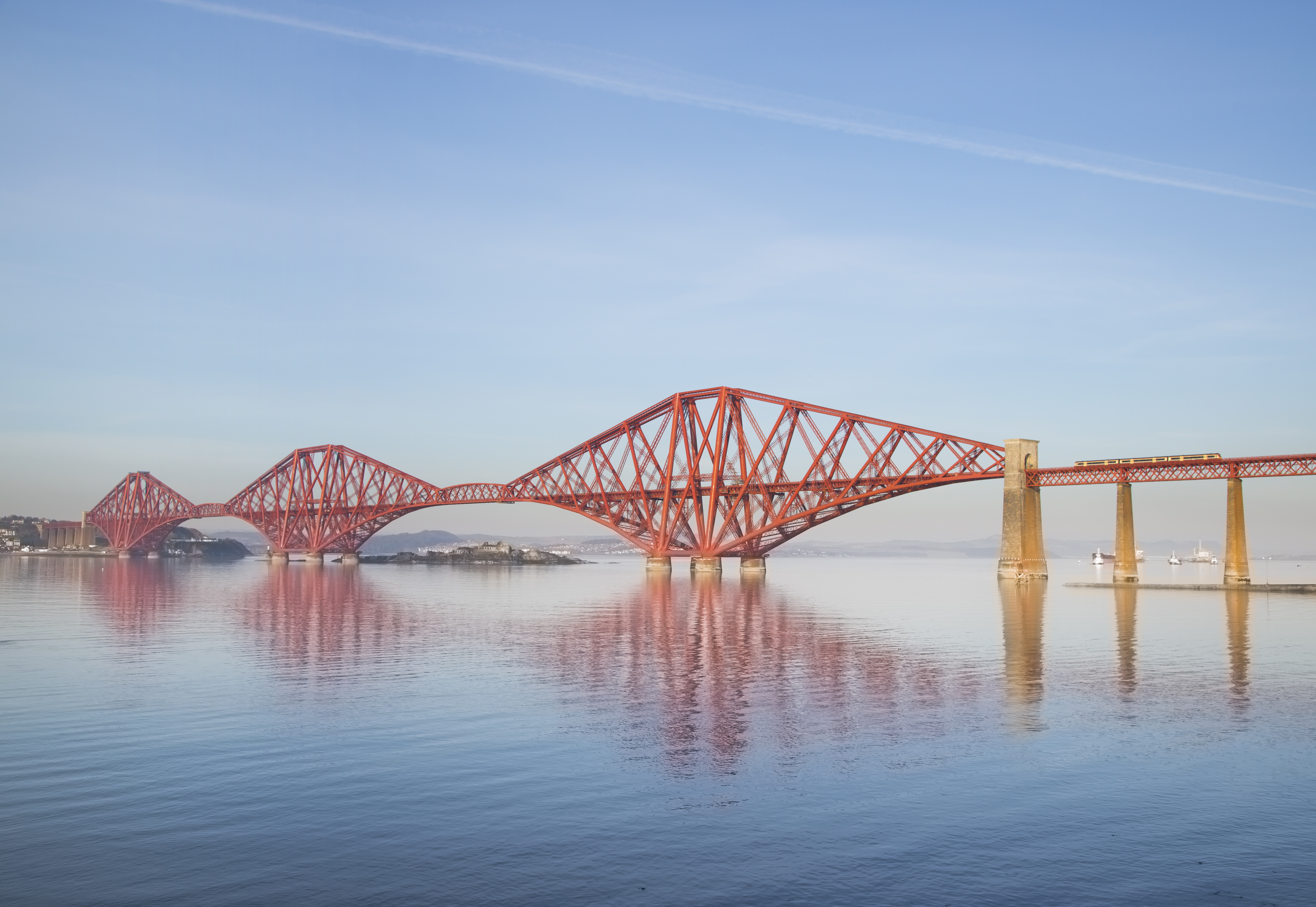
Forth Bridge in het Verenigd Koninkrijk

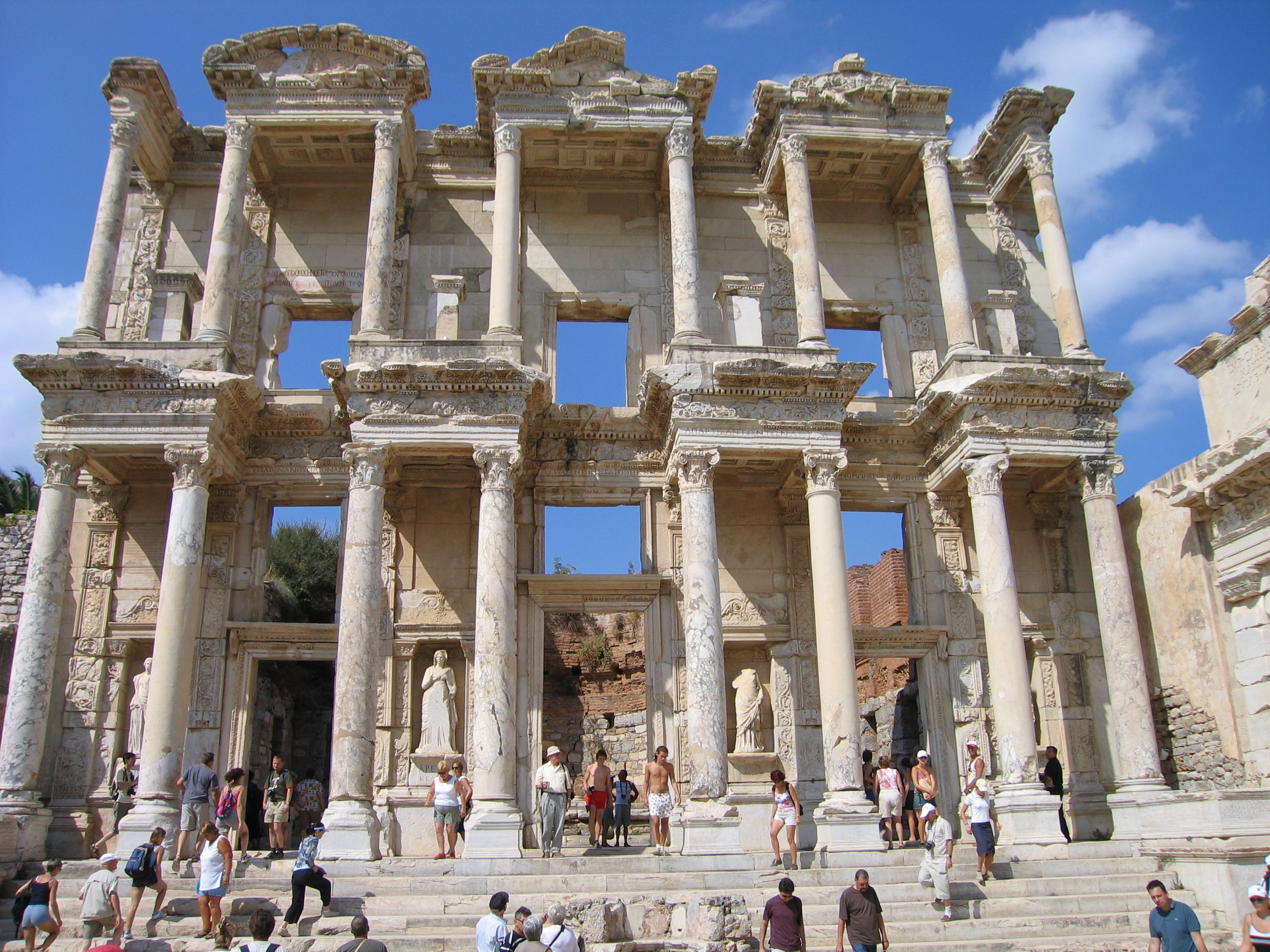
Bibliotheek van Celsus in Efeze in Turkije

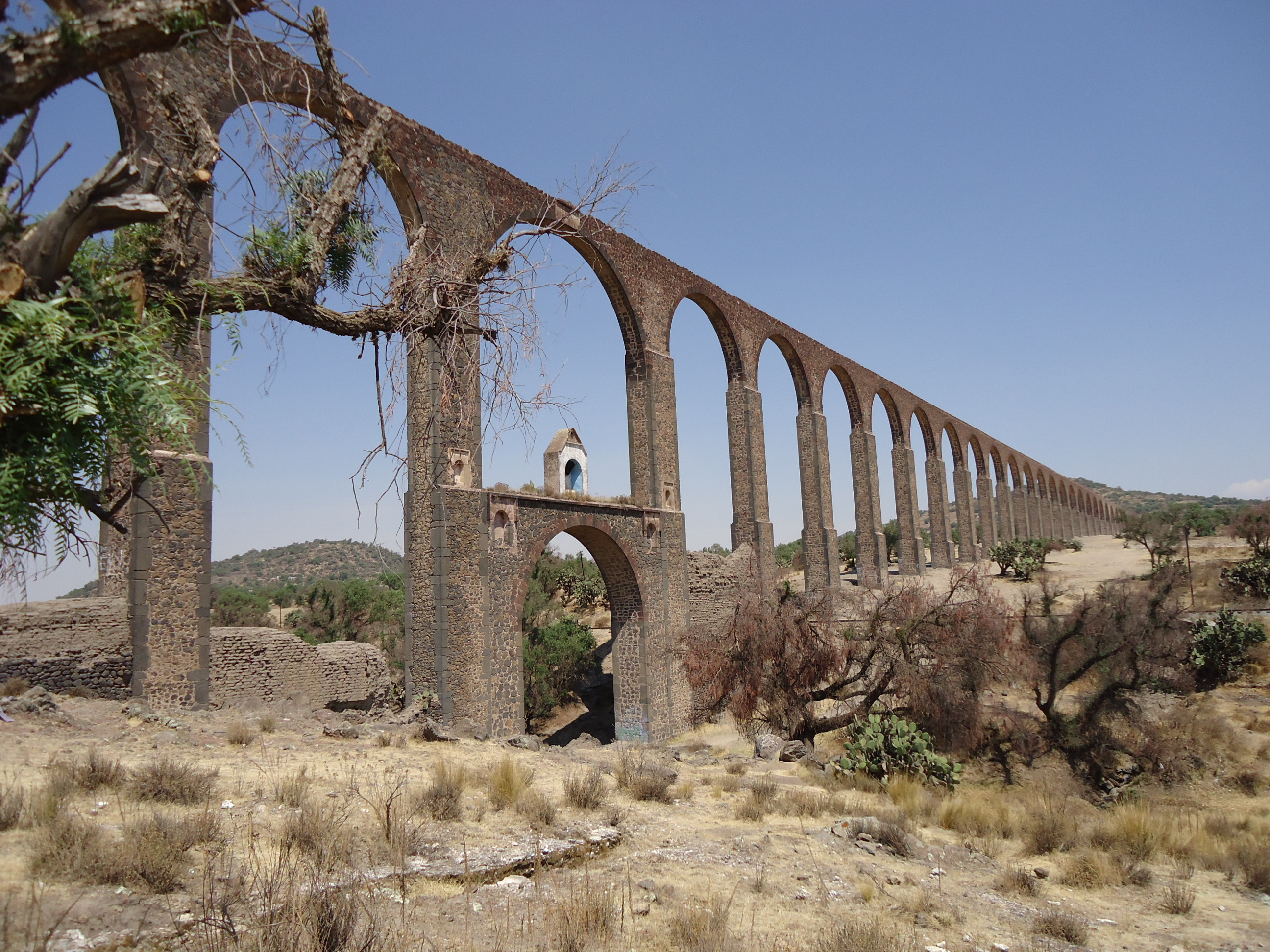
Hydraulisch systeem van het aquaduct van Padre Tembleque in Mexico

De 39e sessie van de Commissie voor het Werelderfgoed vond plaats van 28 juni tot en met 8 juli 2015 in het Duitse Bonn, vroeger de regeringszetel van het voormalige West-Duitsland. De zitting ging door in het toenmalig Bundeshaus, tegenwoordig onderdeel van het World Conference Center Bonn. De commissie oordeelde over nieuwe projecten, en enkele aanpassingen of uitbreidingen die door landen werden ingediend. Deze voorstellen werden voorafgaand aan de sessie door werkgroepen van de commissie geëvalueerd op de volledigheid van het dossier. Maar ook de situatie van het erfgoed dat voorkomt op de lijst van het bedreigd werelderfgoed, en de eventuele aanvullingen die hier noodzakelijk zijn, werden besproken. Vóór de start van de sessie bestond de werelderfgoedlijst uit 1007 erfgoedlocaties: 197 natuurerfgoedlocaties, 779 culturele erfgoedlocaties en 31 gemengde locaties.

## Nieuw in 2015
In totaal zijn er na deze sessie 24 nieuwe erfgoedsites aan de Werelderfgoedlijst toegevoegd: drieëntwintig cultuurerfgoederen en één gemengd erfgoed. Van Jamaica en Singapore werd dit jaar de eerste erfgoedsite op de lijst ingeschreven.
Met de nieuwe toevoegingen en uitbreidingen bestaat de werelderfgoedlijst uit 1031 erfgoederen, waarvan 802 culturele, 197 natuurlijke en 32 gemengde.

### Cultuurerfgoed
- China - De sites van de Tusi[2]
- Denemarken - Christiansfeld, een Moravische kerknederzetting[3]
- Denemarken - Het parforce-jachtlandschap in Noord-Seeland[3]
- Duitsland - Speicherstadt en het Kontorhausviertel met het Chilehaus[4] in Hamburg
- Frankrijk - De climats en terroirs van de Bourgogne-wijnstreek[3]
- Frankrijk - Heuvels, huizen en wijnkelders van de Champagne-wijnstreek[3]
- Iran - De stad Susa[2]
- Iran - Cultuurlandschap van Meymand[2]
- Israël - de Necropolis van Bet Shearim[4]
- Italië - Arabisch-Normandisch Palermo en de kathedralen van Cefalù en Monreale[5]
- Japan - Sites van de industriële revolutie van Japan tijdens de Meijiperiode: ijzer en staal, scheepsbouw en kolenmijnbouw[6]
- Jordanië - Doopsite "Bethanië over de Jordaan" (Al Maghtas)[5]
- Mexico - Hydraulisch systeem van het aquaduct van Padre Tembleque[6]
- Mongolië - "De Grote Berg Burkhan Khaldun en het omliggende heilige landschap"[2]
- Noorwegen - Industriële erfgoedsite Rjukan-Notodden[4]
- Saoedi-Arabië - Rotstekeningen in de provincie Hail[5]
- Singapore - Singapore Botanic Gardens[2]
- Turkije - Cultuurlandschap van de Vesting van Diyarbakır en de tuinen van Hevsel[3]
- Turkije - Efeze[6]
- Uruguay - Cultureel-industrieel landschap van Fray Bentos[6]
- Verenigd Koninkrijk - de Forth Bridge[4]
- Verenigde Staten - Missies van San Antonio[4]
- Zuid-Korea - Historische gebieden van Paekche[2]

### Gemengd erfgoed
- Jamaica - Blue and John Crow Mountains[7]

## Wijzigingen in 2015

### Naamsveranderingen
- Tsjechië - "Holašovice Historical Village Reservation" wordt "Holašovice Historic Village" (Nederlands: "Historisch dorp Holašovice")[8]

### Uitbreidingen
- Spanje - Pelgrimsroute naar Santiago de Compostella: Camino Francés en routes van Noord-Spanje, ingeschreven op de Werelderfgoedlijst in 1993, wordt uitgebreid met een netwerk van routes van zo'n 1500 km. De uitbreiding omvat enkele van de vroegste pelgrimsroutes naar Santiago de Compostela, met gebouwen die van historisch belang zijn.[6]
- Vietnam - Nationaal park Phong Nha-Kẻ Bàng, ingeschreven op de Lijst in 2003, wordt uitgebreid van 85.754 hectare naar 126.236 hectare, een toename van 46%. Door de uitbreiding wordt een coherenter ecosysteem ingeschreven dat bijkomende bescherming biedt aan gebieden die van groot belang zijn voor de integriteit van de kalksteengebieden.[7]
- Zuid-Afrika - De "Beschermde gebieden van de Floraregio van de Kaap", die sinds 2004 op de Werelderfgoedlijst staan, worden uitgebreid met een gebied waarin zich onder andere nationale parken, natuurreservaten, gebieden met wildernis en staatsbossen bevinden. Door deze uitbreiding wordt een aanzienlijk aantal inheemse soorten die deel uitmaken van de fynbosvegetatie toegevoegd.[7]

### Verwijderd van de Lijst van bedreigd werelderfgoed
Als gevolg van verbeteringen in de beheersituatie wordt het volgende item van de Lijst niet meer als 'bedreigd' gekwalificeerd:
- Colombia - Nationaal Park Los Katíos[9]

### Toegevoegd aan de Lijst van bedreigd werelderfgoed
- Irak - Hatra[10]
- Jemen - Oude stad Sana'a[11]
- Jemen - Oude ommuurde stad Shibam[11]

## Niet ingeschreven nominaties
Bij de nominaties die het niet haalden, hoorden onder meer het Kaeng Krachanwoudencomplex (Thailand), het cultuurlandschap van wijn en wijngaarden van La Rioja en Rioja Alavesa (Spanje), de dom van Naumburg en het landschap van de rivieren de Saale en de Unstrut (Duitsland) en de landschappen van Daurië (Rusland en Mongolië).

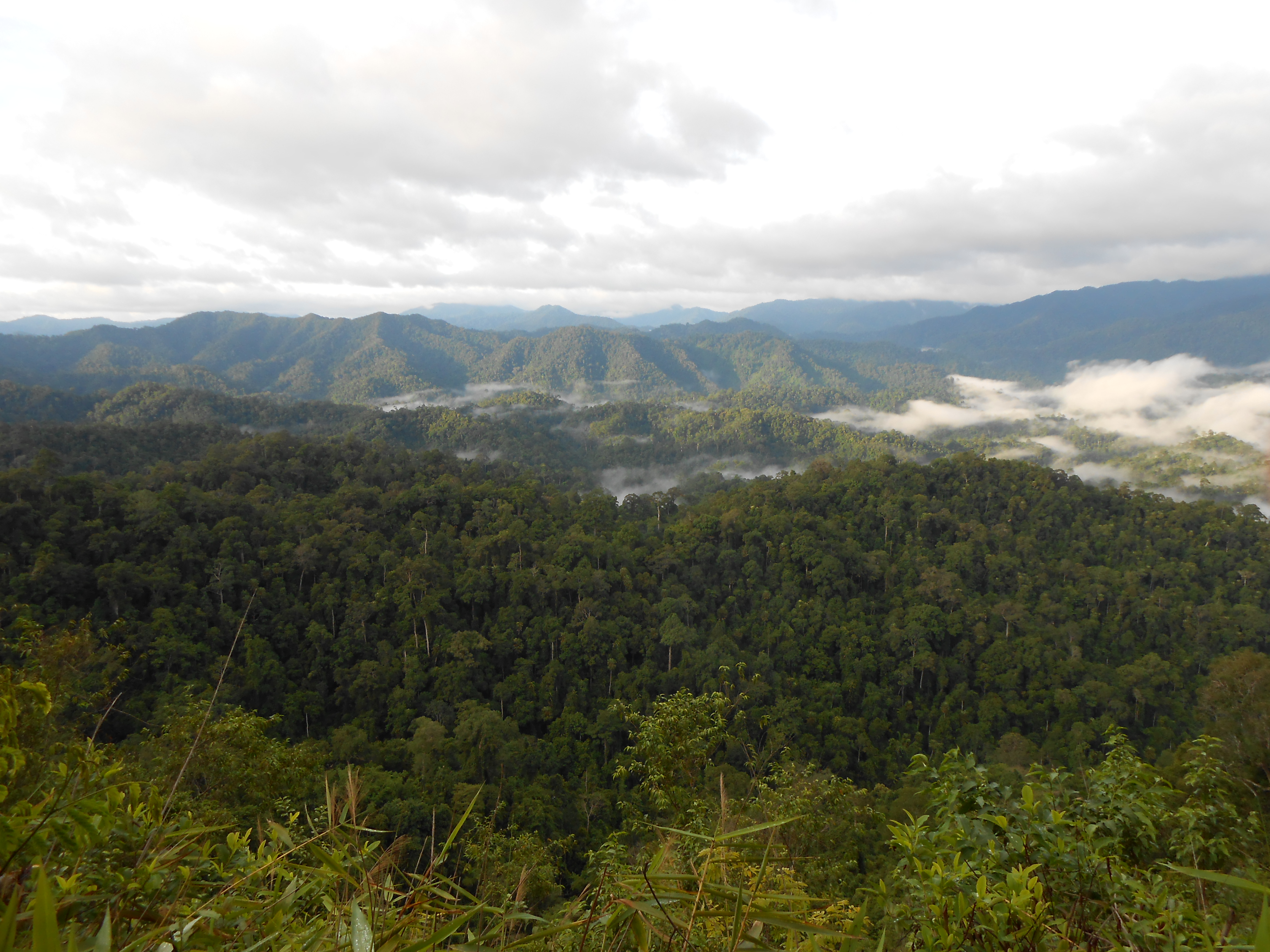
Het Thaise Kaeng Krachan woudencomplex
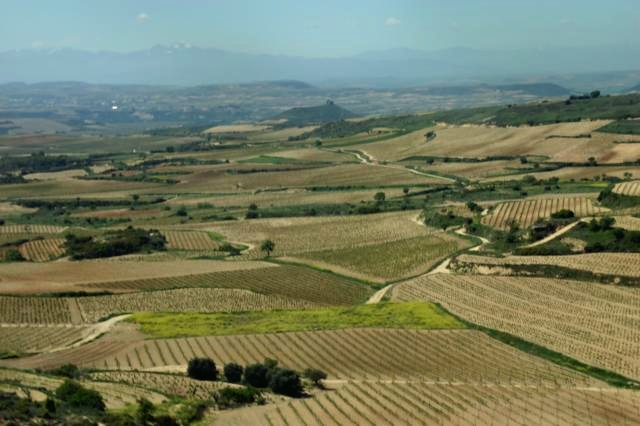
De wijngaarden van La Rioja
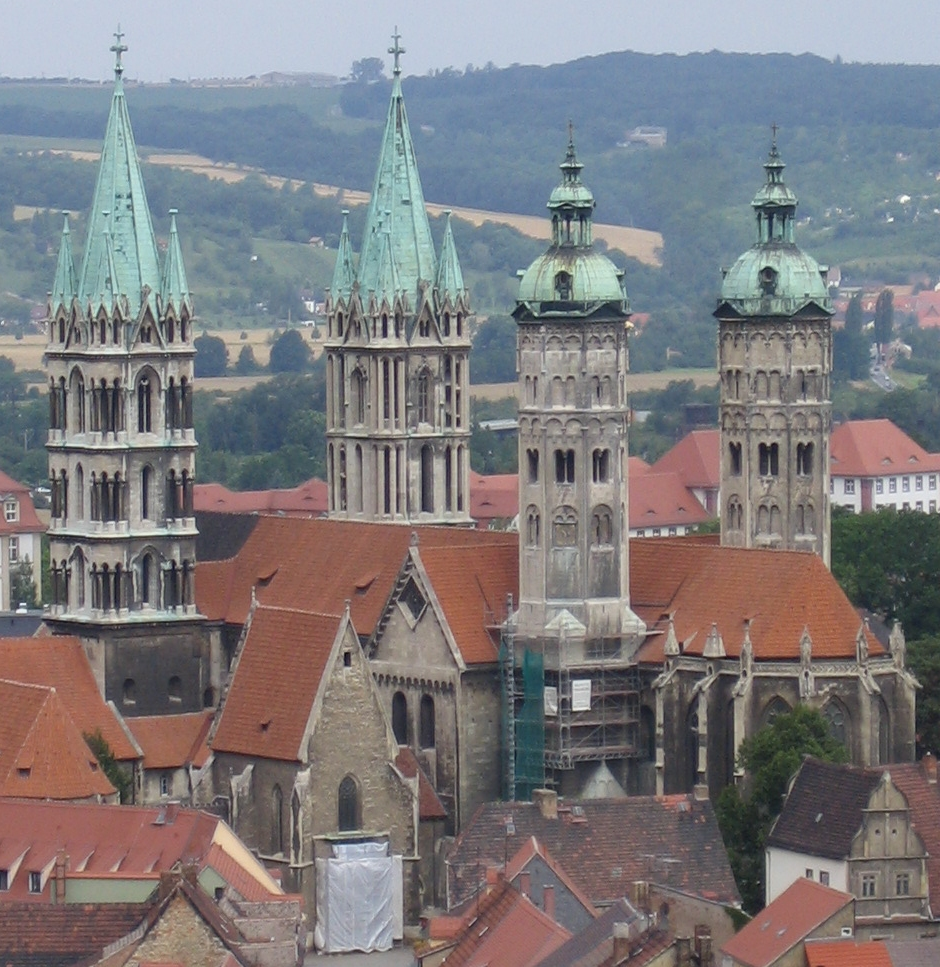
De dom van Naumburg

1977 · 
1978 · 
1979 · 
1980 · 
1981 · 
1982 · 
1983 · 
1984 · 
1985 · 
1986 · 
1987 · 
1988 · 
1989 · 
1990 · 
1991 · 
1992 · 
1993 · 
1994 · 
1995 · 
1996 · 
1997 · 
1998 · 
1999 · 
2000 · 
2001 · 
2002 · 
2003 · 
2004 · 
2005 · 
2006 · 
2007 · 
2008 · 
2009 · 
2010 · 
2011 · 
2012 · 
2013 · 
2014 · 
2015 · 
2016 · 
2017 · 
2018 · 
2019 · 
2020-2021 ·
2022-2023 ·
2024 ·
2025 · 
2026